# Oton Berkopec
Oton Berkopec (Vinica bij Čnomelj, 6 december 1906 - Ljubljana, 15 september 1988) was een Sloveens slavist en literatuurhistoricus. Hij studeerde slavistiek aan de universiteiten van Ljubljana en Praag. Van 1929 tot 1946 werkte hij als bibliothecaris in de Slavische Bibliotheek in Praag en werd attaché aan de Joegoslavische ambassade in die stad (1946-1947). Van 1958 tot 1971 was hij werkzaam aan de Tsjechische Academie van Kunsten en Wetenschappen. Na zijn pensionering keerde hij terug naar Slovenië.
Vanaf 1931 publiceerde Berkopec over Tsjechisch-Sloveense betrekkingen, vooral op cultureel vlak. Hij was lange tijd de voornaamste bruggenbouwer tussen Tsjechië en Slovenië en werd mede op die basis corresponderend lid van de Sloveense Academie van Kunsten en Wetenschappen. Zijn werk omvat vele vertalingen van Sloveense schrijvers (onder meer Ivan Cankar en Srečko Kosovel) naar het Tsjechisch.